# Liste des peintures les plus chères
 (avril 2014).
- Si vous ne connaissez pas le sujet, laissez ce bandeau (vous pouvez alors contacter les auteurs).
- Si vous supprimez le contenu mis en cause (vous pouvez préalablement contacter les auteurs),

argumentez précisément cette suppression dans la page de discussion
(un manque de référence n'est pas un argument ; une recherche réelle de référence doit avoir été effectuée, être formellement documentée).
 (avril 2014).
Si vous disposez d'ouvrages ou d'articles de référence ou si vous connaissez des sites web de qualité traitant du thème abordé ici, merci de compléter l'article en donnant les références utiles à sa vérifiabilité et en les liant à la section « Notes et références ».
Cette liste des peintures les plus chères rassemble les œuvres d'art ayant fait l'objet des transactions, dont les montants ont été communiqués, les plus élevées au monde.

## Tableaux

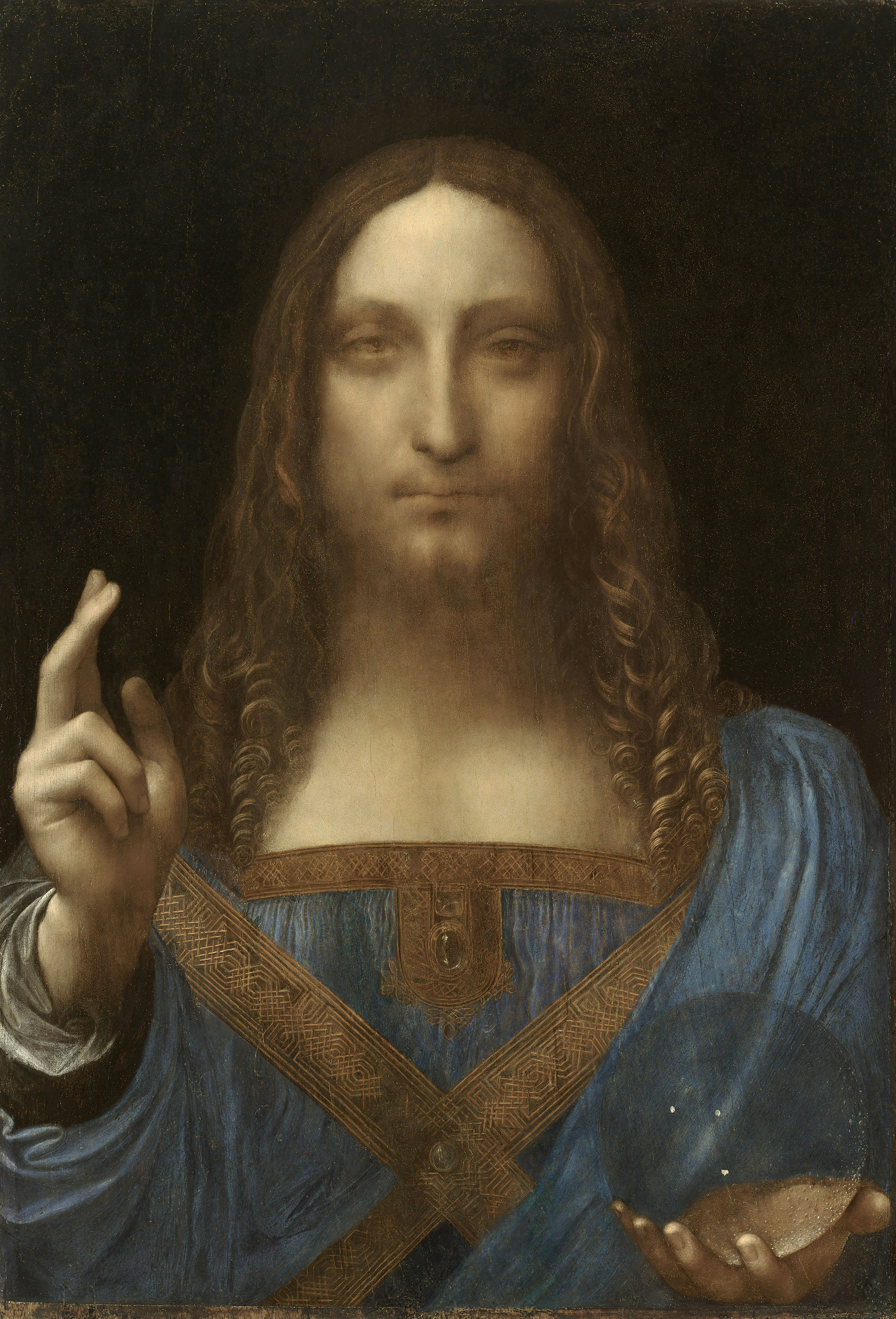
Le Salvator Mundi attribué à Léonard de Vinci.
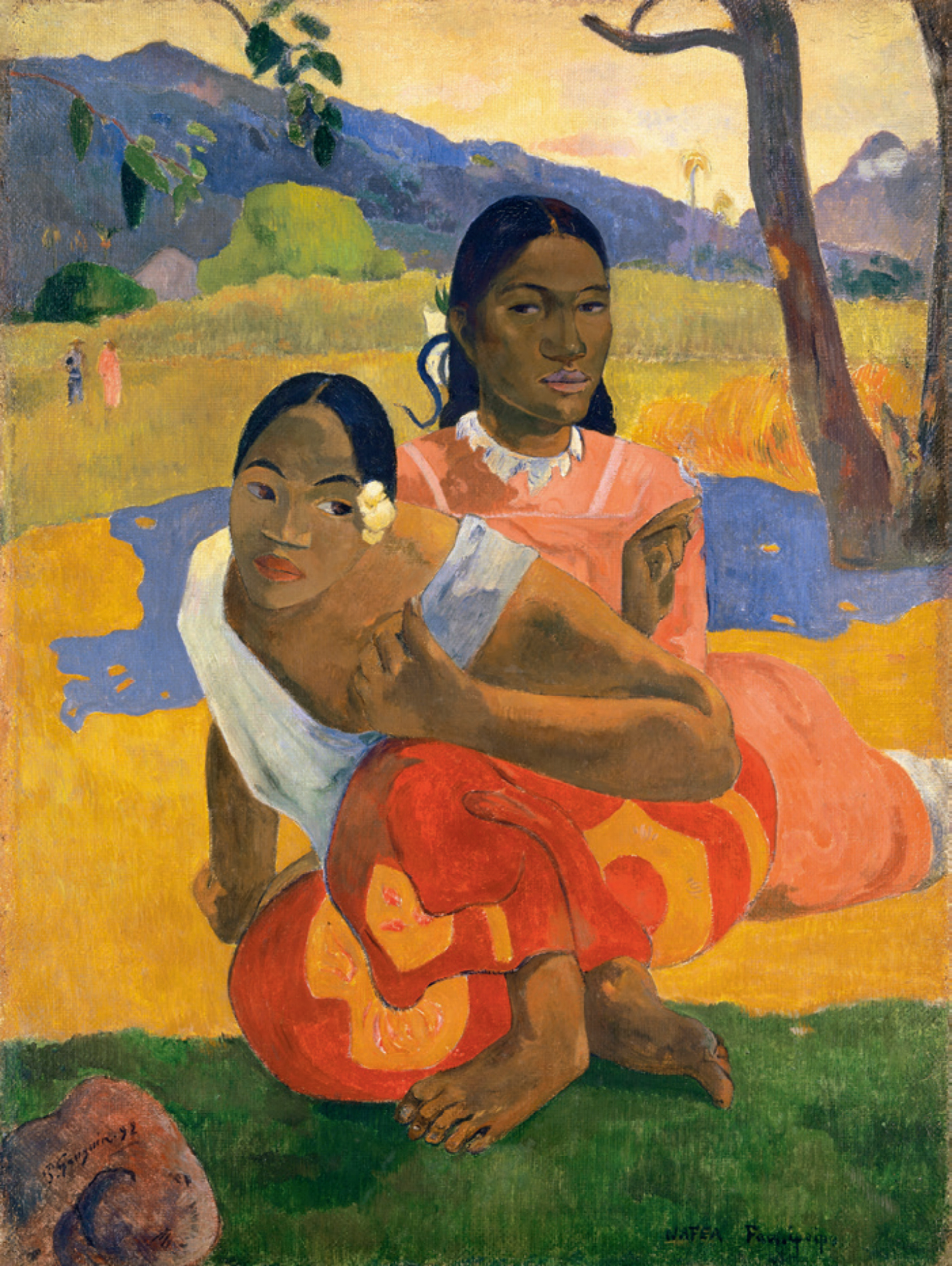
Quand te maries-tu ? de Paul Gauguin était, lors de sa vente au Qatar en 2015, le tableau le plus cher du monde (transaction avoisinant les 300 M$).
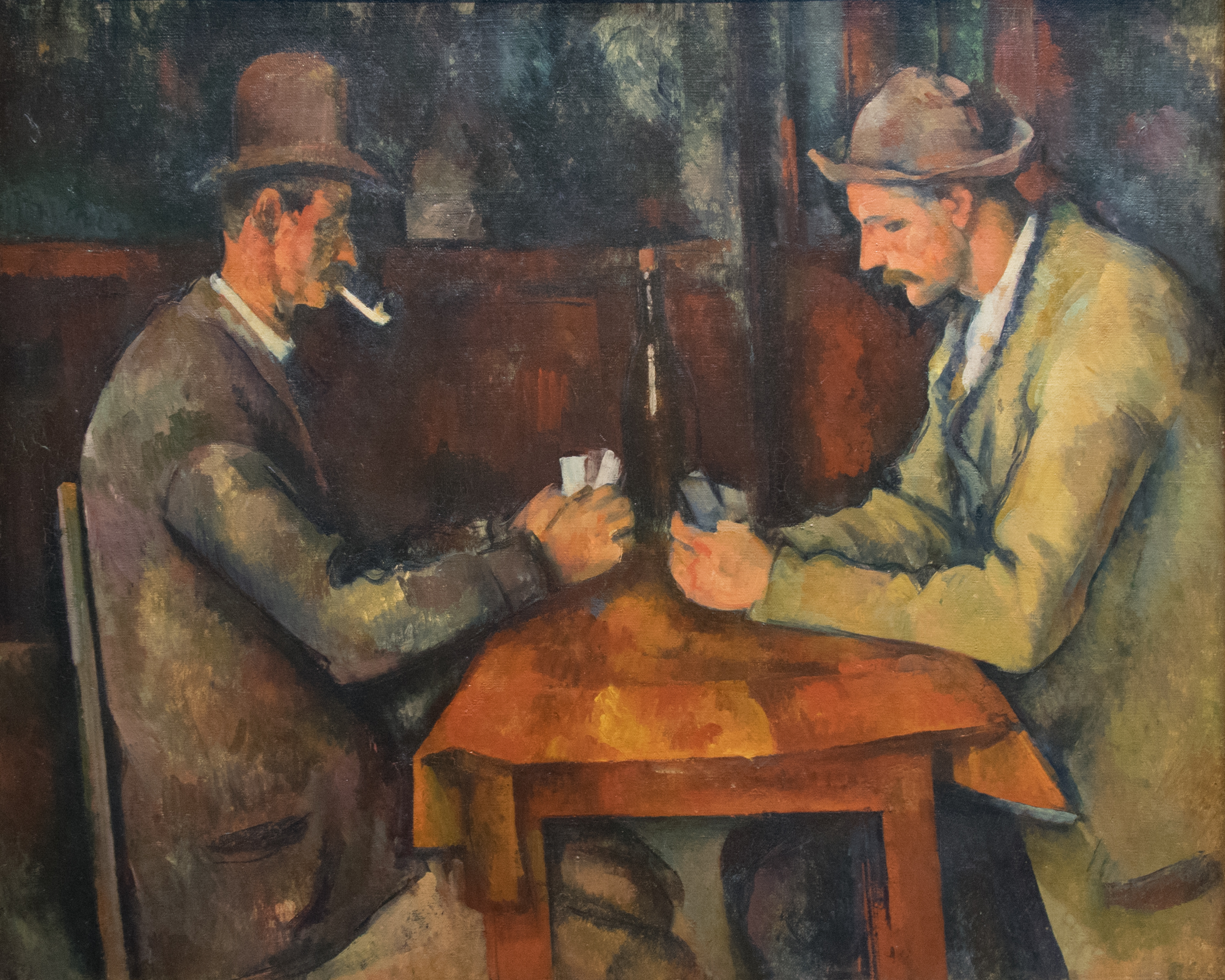
Les Joueurs de cartes, de Paul Cézanne Nicolas Ronnl (274 M$ en 2011).
L'origine du monde, de Gustave Courbet

Cette liste a été faite en corrigeant les prix de vente à la date donnée en fonction de l'évolution de l'inflation du dollar américain[réf. nécessaire], en mars 2013.
| Ordre | Nom                                                        | Peintre                     | Date      | Prix (M$) | Date de vente     | Remarque |
| ----- | ---------------------------------------------------------- | --------------------------- | --------- | --------- | ----------------- | --- |
| 1     | L'origine du monde                                         | Gustave Courbet             | 1866      | 607,77    | 1995              | Remis en dation en paiement au trésor français pour le règlement des droits de succession de Sylvia Bataille-Lacan en 1993 |
| 2     | Salvator Mundi                                             | attribué à Léonard de Vinci | Vers 1500 | 450,3     | 5 novembre 2017   | Vendu dans une vente aux enchères chez Christie's à New York. Acheté par Mohamed ben Salman, Prince Heritier d'Arabie Saoudite |
| 3     | Quand te maries-tu ?                                       | Paul Gauguin                | 1892      | 300       | 2015              | Acheté par le Qatar, |
| 4     | Interchange                                                | Willem de Kooning           | 1955      | 300       | 2015              | |
| 5     | Les Joueurs de cartes                                      | Paul Cézanne                | 1892-1893 | 274       | 2011              | Acheté durant une vente privée de George Embiricos par la famille princière du Qatar |
| 6     | Shot Sage Blue Marilyn                                     | Andy Warhol                 | 1964      | 195       | 10 mai 2022       | Acheté chez Christie's |
| 6     | Le Porte-drapeau                                           | Rembrandt                   | 1636      | 195       | 21 janvier 2021   | Acheté par le Rijksmuseum Amsterdam pour 175 millions d'euros avec l'aide de l'État néerlandais et du Vereniging Rembrandt (ou Rembrandt Foundation ou Rembrandt Association) à Élie de Rothschild« Netherlands to buy Rembrandt Standard Bearer self-portrait », BBC News,‎ 8 décembre 2021 (lire en ligne) |
| 7     | Les Femmes d'Alger                                         | Pablo Picasso               | 1955      | 179.44    | 11 mai 2015       | Acheté chez Christie's, New York,, dans une vente aux enchères |
| 8     | Nu couché                                                  | Amedeo Modigliani           | 1917      | 170.4     | 9 novembre 2015   | Acheté chez Christie's |
| 9     | Woman III                                                  | Willem de Kooning           | 1952-1953 | 158,8     | 16 novembre 2006  | Acheté à New York par Larry Gagosian |
| 10    | Nu couché                                                  | Amedeo Modigliani           | 1917      | 157,2     | 2018              | |
| 11    | Le Rêve                                                    | Pablo Picasso               | 1932      | 155       | 2013              | Acheté durant une vente privée de Stephen A. Wynn par Steven A. Cohen |
| 12    | Portrait d'Adele Bloch-Bauer I                             | Gustav Klimt                | 1907      | 154,9     | 19 juin 2006      | Acheté lors d'une vente privée |
| 13    | Portrait du Dr. Gachet                                     | Vincent van Gogh            | 1890      | 148,6     | 15 mai 1990       | Acheté chez Christie's, New York |
| 14    | Trois études de Lucian Freud                               | Francis Bacon               | 1969      | 142,4     | 13 novembre 2013  | Acheté chez Christie's, New York |
| 15    | Femme à la montre                                          | Pablo Picasso               | 1932      | 139,3     | 8 novembre 2023   | Acheté chez Sotheby's à New York |
| 16    | Le Cri (une des 5 versions)                                | Edvard Munch                | 1893-1917 | 119,92    | 2 mai 2012        | Acheté chez Sotheby's, New York,. |
| 17    | La Fillette à la corbeille fleurie                         | Pablo Picasso               | 1905      | 115       | 12 mai 2018       | Acheté chez Christie's, New York. Vente Rockefeller |
| 18    | Meules                                                     | Claude Monet                | 1890-1891 | 110,7     | 14 mai 2019       | Acheté chez Sotheby's, New York |
| 19    | Sans titre                                                 | Jean-Michel Basquiat        |           | 110,5     | Mai 2017          | Acheté chez Sotheby's, New York. |
| 25    | Garçon à la pipe                                           | Pablo Picasso               | 1905      | 107       | 5 mai 2005        | Acheté à New York par Sotheby's. |
| 21    | Nu au plateau de sculpteur                                 | Pablo Picasso               | 1932      | 106,5     | 2010              | Acheté chez Christie's à New York, |
| 22    | Silver Car Crash (Double Disaster)                         | Andy Warhol                 |           | 105,4     | Novembre 2013     | Acheté chez Sotheby's, New York. |
| 23    | Nurse                                                      | Roy Lichtenstein            |           | 95,37     | Novembre 2015     | Acheté chez Christie's, New York. |
| 24    | Dora Maar au chat (un portrait de sa maîtresse)            | Pablo Picasso               | 1941      | 95        | 3 mai 2006        | Acheté chez Sotheby's, New York |
| 25    | In this case                                               | Jean-Michel Basquiat        | 1983      | 93,1      | Mai 2021          | Acheté chez Christie's |
| 26    | Jeune homme tenant un médaillon                            | Sandro Botticelli           | 1470-1480 | 92,2      | 28 janvier 2021   | Acheté chez Sotheby's, New York |
| 27    | Portrait of an Artist (Pool with Two Figures)              | David Hockney               | 1972      | 90,3      | 15 novembre 2018  | Acheté chez Christie's, New York |
| 28    | Portrait d'Adèle Bloch-Bauer II                            | Gustav Klimt                | 1912      | 88        | 8 novembre 2006   | Acheté par Christie's, New York |
| 29    | Nymphéas en fleurs                                         | Claude Monet                | 1914-1917 | 84,6      | 12 mai 2018       | Acheté chez Christie's, New York. Vente Rockefeller |
| 30    | Meules                                                     | Claude Monet                | 1890-1891 | 81,4      | 4 novembre 2016   | Acheté chez Christie's, New York |
| 31    | Odalisque couchée aux magnolias                            | Henri Matisse               | 1923      | 80,7      | 12 mai 2018       | Acheté chez Christie's, New York. Vente Rockefeller |
| 32    | Le Bassin aux nymphéas                                     | Claude Monet                | 1919      | 80,4      | 25 juin 2008      | Acheté chez Christie's, Londres |
| 33    | False Start                                                | Jasper Johns                | 1959      | 80        | octobre 2006      | Acheté Richard Gary[réf. nécessaire] |
| 34    | Iris                                                       | Vincent van Gogh            |           | 78        | 11 novembre 1987  | Vendu chez Sotheby's, New York. Vendu, à l'homme d'affaires Alan Bond. Celui-ci n'ayant pas pu payer le tableau, Sotheby's a négocié la vente au musée Getty.[réf. nécessaire] |
| 35    | Le Massacre des Innocents                                  | Pierre Paul Rubens          |           | 78        | 10 juillet 2002   | Acheté chez Sotheby's, Londres |
| 36    | White Center                                               | Mark Rothko                 | 1950      | 72,8      | 14 mai 2007       | Acheté chez Sotheby's, New York |
| 37    | Les Noces de Pierrette                                     | Pablo Picasso               |           | 72        | 30 novembre 1989  | |
| 38    | Portrait de l'artiste sans barbe                           | Vincent van Gogh            |           | 72        | 19 novembre 1998  | Acheté chez Christie's, New York |
| 39    | Femme au béret et à la robe quadrillée                     | Pablo Picasso               | 1937      | 69,4      | 28 février 2018   | Acheté chez Sotheby's, Londres |
| 40    | Nu assis sur un divan                                      | Amedeo Modigliani           | 1917      | 68,9      | 3 novembre 2010   | Acheté chez Sotheby's, New York |
| 41    | Juin Octobre 1985                                          | Zao Wou-Ki                  | 1985      | 65        | 30 septembre 2018 | Acheté chez Sotheby's, New York |
| 42    | Le Printemps                                               | Édouard Manet               |           | 65        | 2015              | Acheté chez Christie's, New York |
| 43    | Police Gazette (en)                                        | Willem de Kooning           | 1955      | 63        | octobre 2006      | Acheté par Richard Gary, New York |
| 44    | Sixty last suppers                                         | Andy Warhol                 | 1986      | 61        | 15 novembre 2017  | Acheté chez Christie's, New York |
| 45    | Rideau, cruche et compotier                                | Paul Cézanne                | 1893-1894 | 60        | 10 mai 1999       | Acheté chez Sotheby's, New York |
| 46    | Champ de blé avec cyprès                                   | Vincent van Gogh            | 1889      | 57        | 1993              | Acheté par Steven Mazoh & Co., Inc., Rhinebeck, New York |
| 47    | Femme aux bras croisés                                     | Pablo Picasso               | 1901-1902 | 55        | 2000              | Acheté chez Christie's, New York |
| 48    | Iris                                                       | Vincent van Gogh            | 1898      | 53        | 1987              | Acheté chez Sotheby's, New York |
| 49    | Étude d'après le portrait du pape Innocent X par Velázquez | Francis Bacon               | 1962      | 52        | 15 mai 2007       | Acheté chez Sotheby's, New York |

## Ventes cumulées
Les deux peintres ayant la plus grande valeur de ventes cumulées en 2011 ont été deux peintres chinois, Zhang Daqian (550 M$) et Qi Baishi (510 M$), et en troisième position Andy Warhol dépassant ainsi tous les trois Pablo Picasso.

## Peintres vivants les plus cotés[29],[30]
- Jeff Koons, né en 1955 :91,08 m€
- David Hockney, né en 1937 : 90,31 m€
- Ed Ruscha, né en 1937 : 52,49 m€
- Gerhard Richter, né en 1932 : 46,31 m€
- Peter Doig, né en 1959 : 39 m€
- Jasper Johns, né en 1930 : 36,01 m€
- Christopher Wool, né en 1955 : 29,93 m€
- Yoshitomo Nara, né en 1959: 25 m€
- Banksy, né en 1974 : 21,8 m€

## Femmes peintres et leur record
(Source : Akoun 2007)
1. Frida Kahlo 1907-1954 : € 5 340 000
2. Berthe Morisot 1841-1895 : € 5 030 000
3. Mary Cassatt 1844-1926 : € 4 120 000
4. Georgia O'Keeffe 1887-1986 : € 4 120 000
5. Sonia Delaunay 1885-1979 : € 4 100 000
6. Agnès Martin 1912-2004 : € 1 600 000
7. Tamara de Lempicka 1898-1980 : € 1 525 000
8. Helene Schjerfbeck 1862-1946 : € 1 525 000
9. Clara Peeters XVIe siècle : € 1 525 000
10. Marie Laurencin 1883-1956 : € 1 300 000
11. Joséphine Troller 1908-2004 : € 1 220 000
12. Élisabeth Vigée Le Brun 1755-1842 : € 1 052 000
13. Helen Frankenthaler 1928-2011 : € 793 000
14. Maria Helena Vieira da Silva 1908-1992 : € 686 000
15. Leonora Carrington 1917-2011 : € 680 000
16. Leonor Fini 1907-1996 : € 534 000
17. Judith Leyster 1609-1660 : € 534 000
18. Susan Rothenberg 1945-2020 : € 457 000
19. María Blanchard 1881-1932 € 335 000

## Artistes vivants nés en France les plus cotés
(Source : Artprice 2008)
1. Martial Raysse né en 1936  : € 4 340 000
2. Richard Marolle né en 1963  : € 4 130 000
3. Sam Szafran né en 1930 : € 410 000
4. Richard Texier né en 1955 : € 284 000
5. Jean-Pierre Raynaud né en 1939 : € 260 000
6. Daniel Buren né en 1938 : € 220 000
7. Bernar Venet né en 1941 : € 200 000

## Galerie

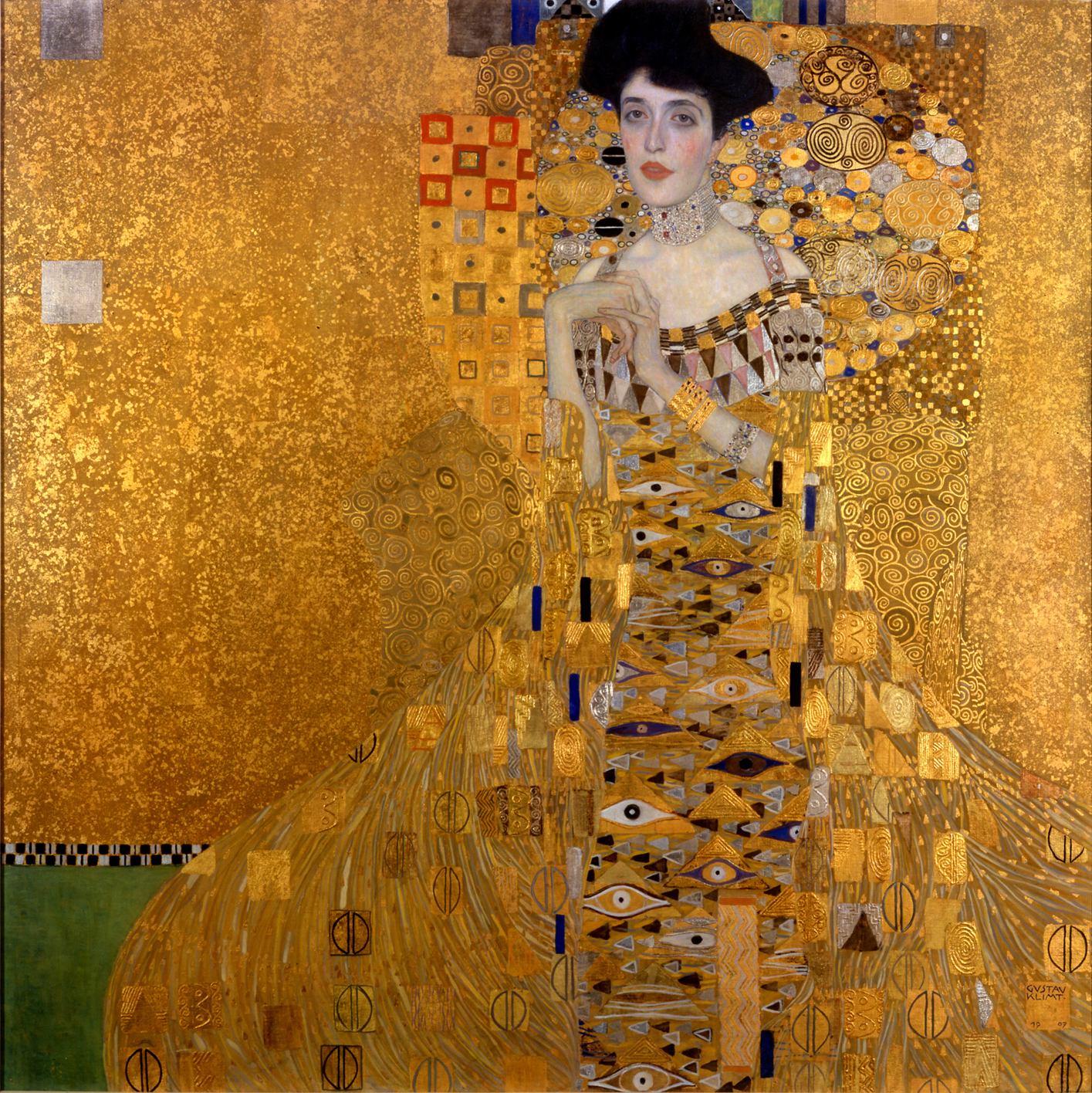
Portrait d'Adele Bloch-Bauer I (Klimt)
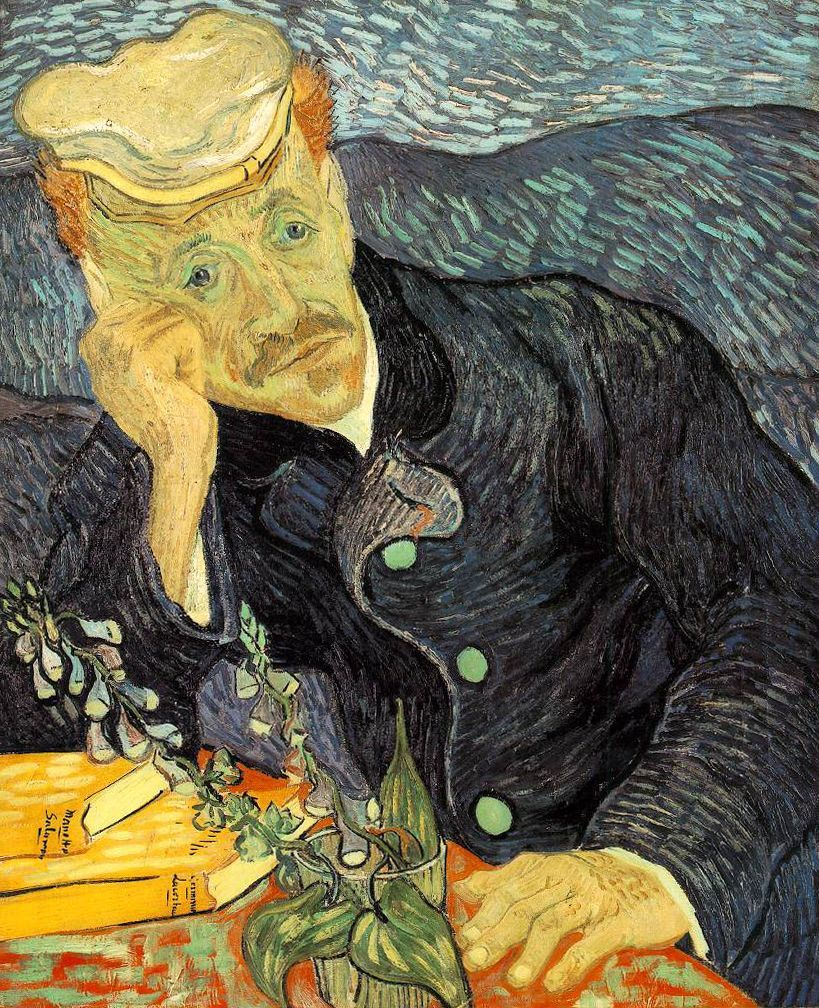
Portrait du docteur Gachet avec branche de digitale (Van Gogh)
Bal du moulin de la Galette, (Renoir)
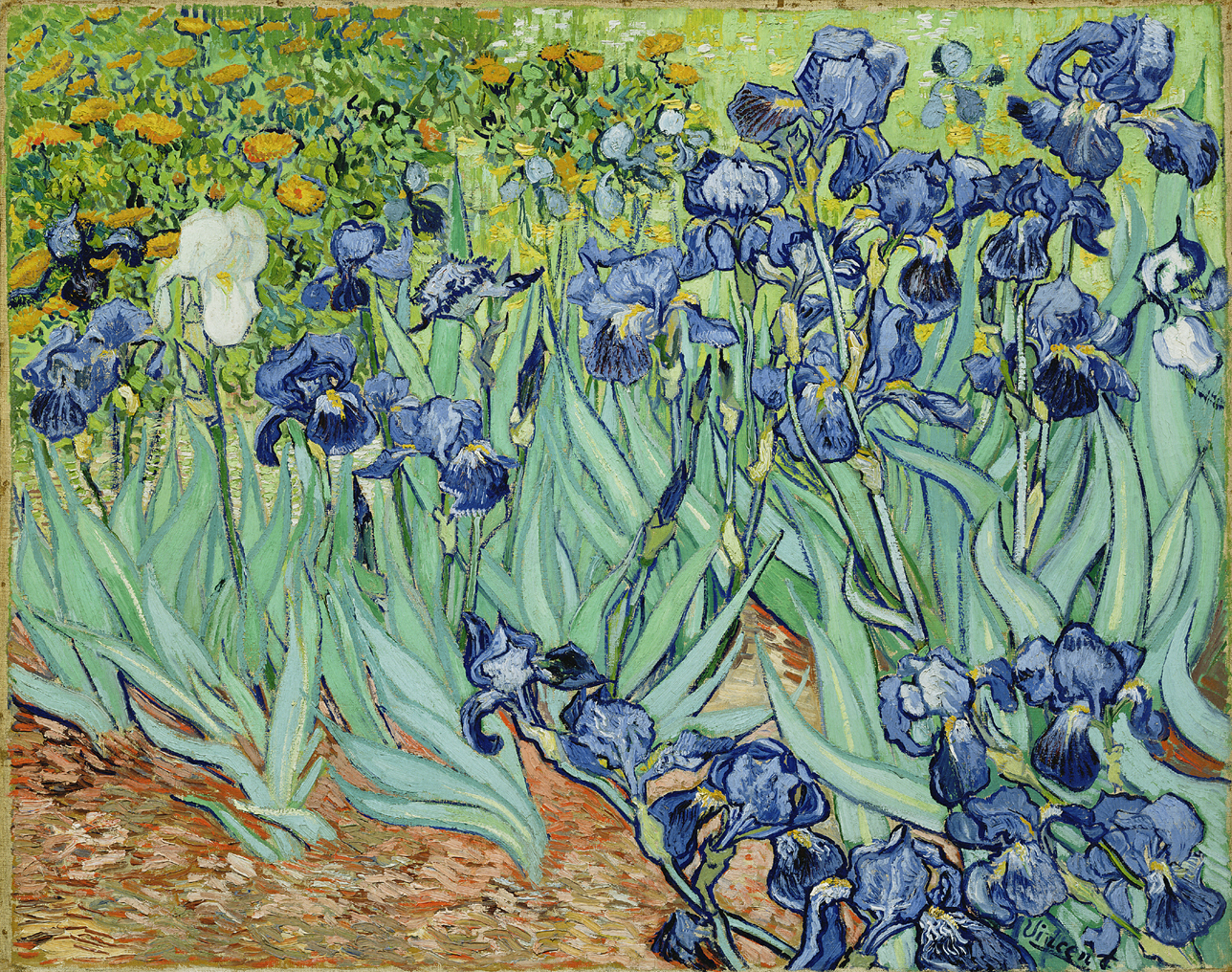
Iris (Van Gogh)
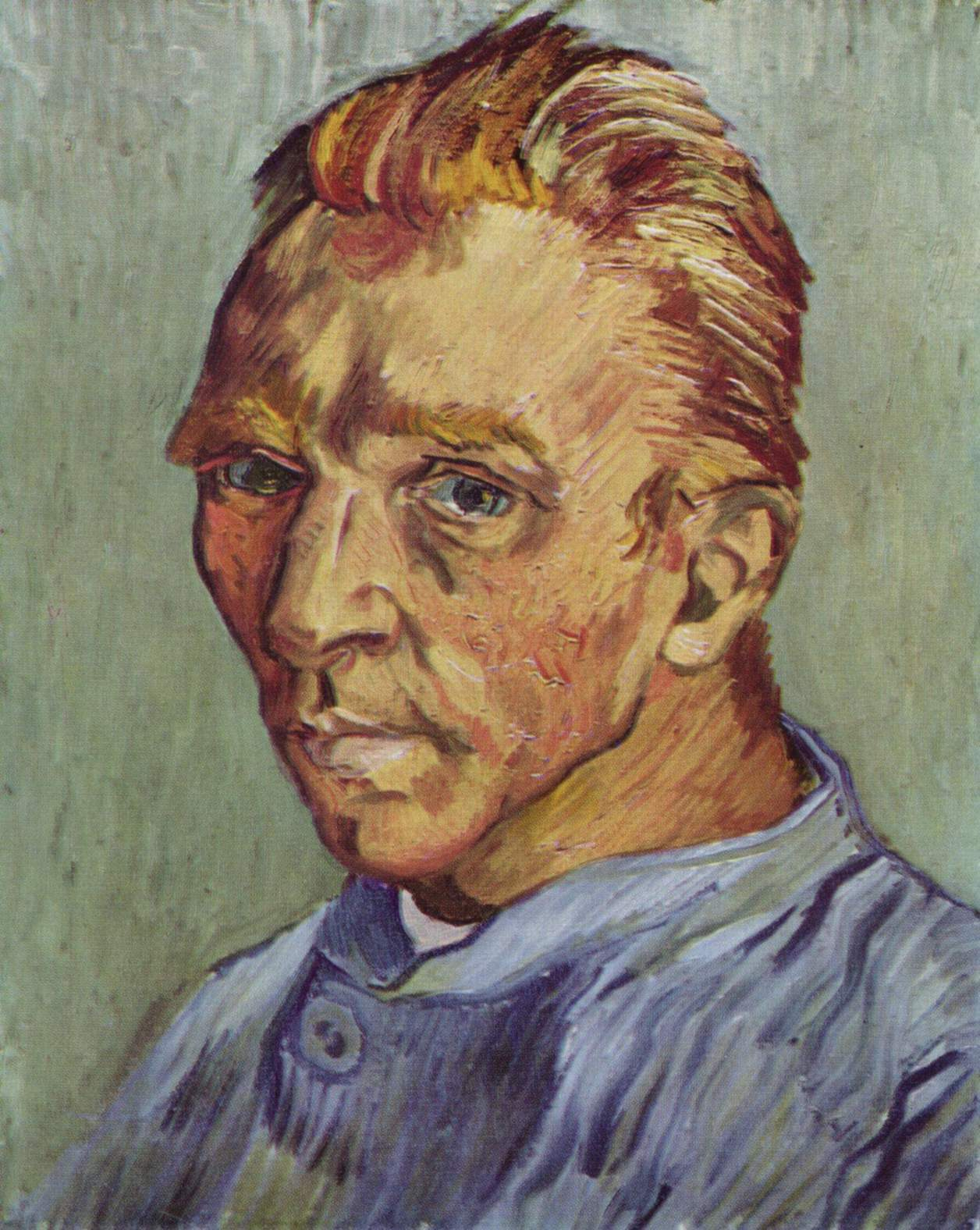
Portrait de l'artiste sans barbe (Van Gogh)
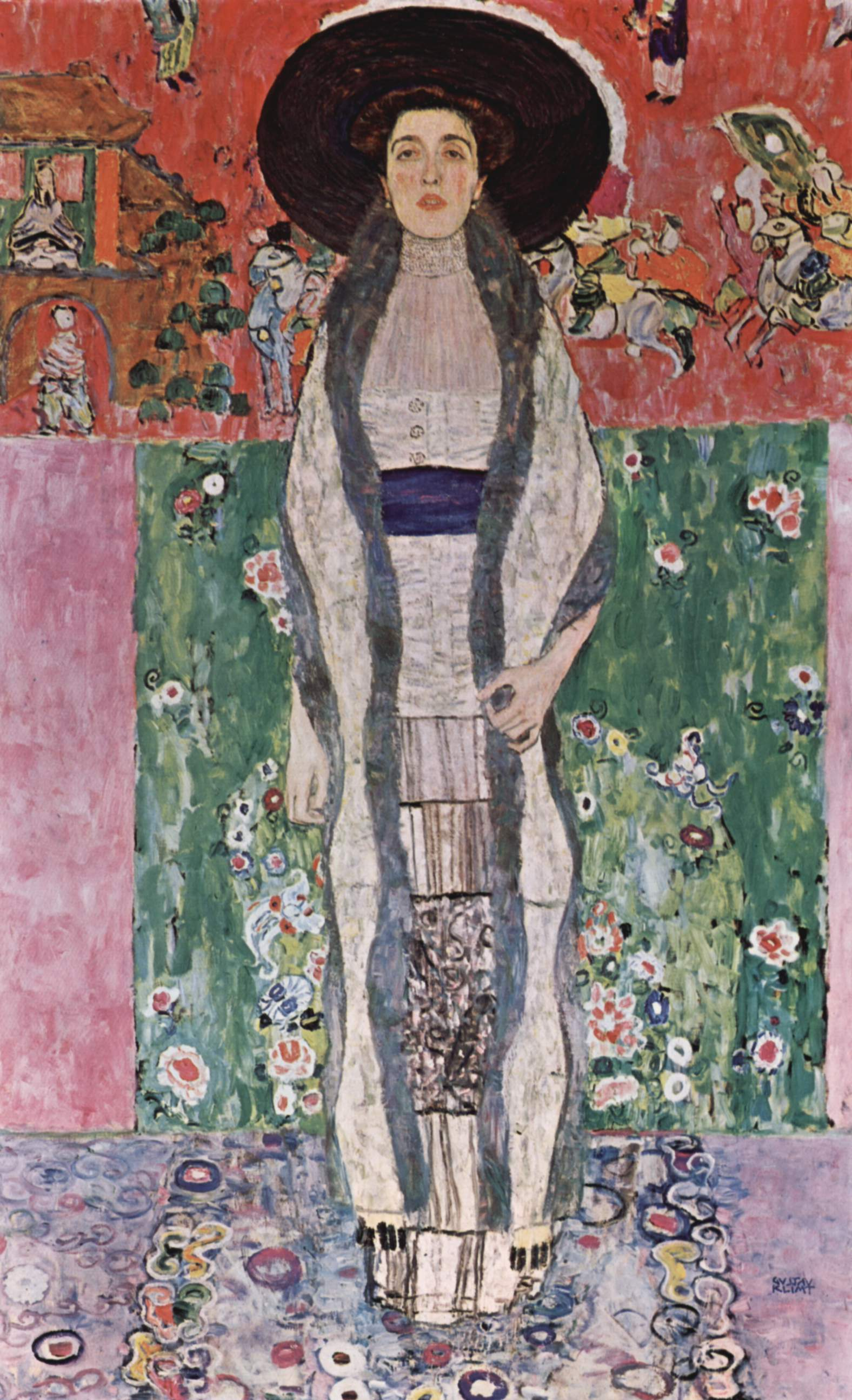
Portrait d'Adele Bloch-Bauer II (Klimt)
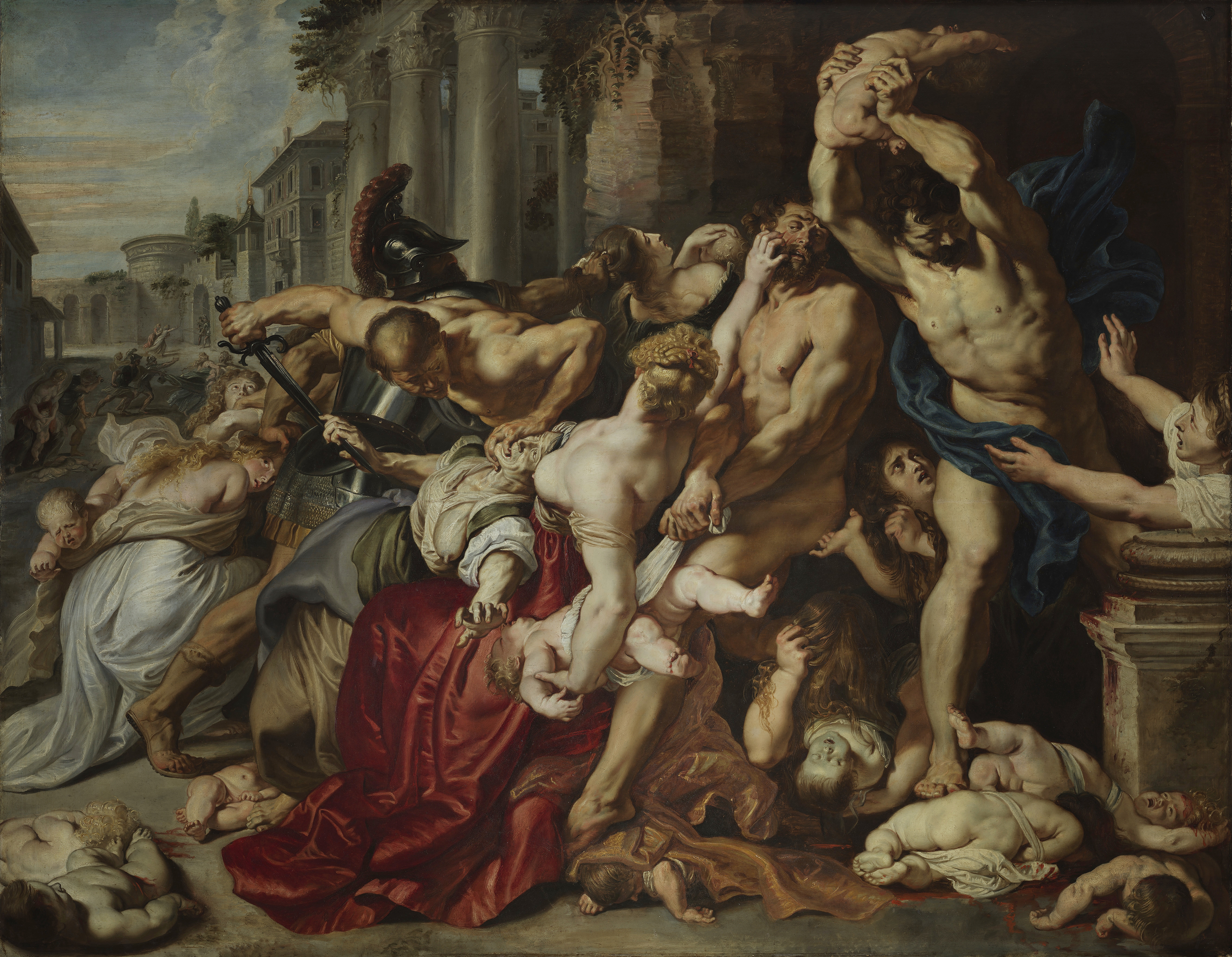
Massacre des Innocents (Rubens)
Champ de blé avec cyprès (Van Gogh)
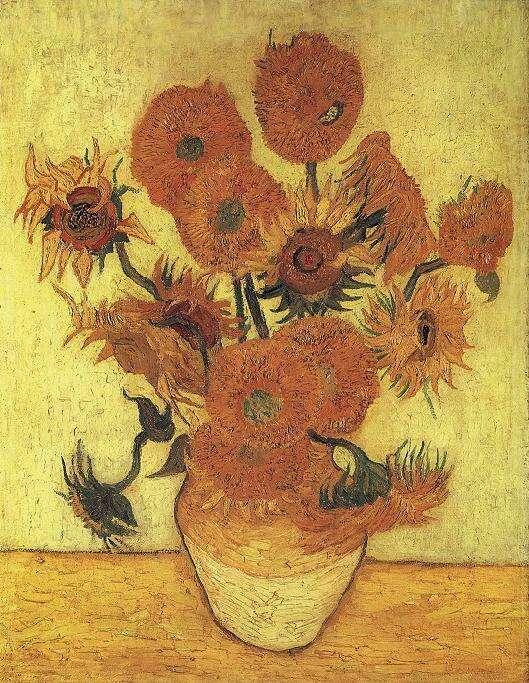
Vase avec quinze tournesols (Van Gogh)